# 메르 FK
메르 FK(투르크멘어: Merw bedenterbiýe-sport futbol kluby)는 마리를 연고로 하는 투르크메니스탄의 축구단이다. 현재 요카리 리가에 참가하고 있다.

## 우승
- 투르크메니스탄컵 (2): 2005, 2008
- 투르크메니스탄 슈퍼컵 (1): 2008